# Whitney Museum of American Art
Le Whitney Museum of American Art connu officieusement sous le nom de « The Whitney », est un musée d'art américain moderne et contemporain situé dans les quartiers de Meatpacking District et de West Village de Manhattan à New York. L'institution a été fondée en 1930 par Gertrude Vanderbilt Whitney (1875-1942), une éminente socialite, sculptrice et mécène américaine, qui lui a donné son nom.
Le Whitney se consacre à la collection et à la préservation de l'art américain des XXe et XXIe siècles. Sa collection permanente, couvrant la fin du XIXe siècle à nos jours, comprend plus de 25 000 peintures, sculptures, dessins, gravures, photographies, films, vidéos et objets issus des nouveaux médias, créés par plus de 3 500 artistes. Il met particulièrement l'accent sur l'exposition des œuvres d'artistes vivants, ainsi que sur la conservation des archives institutionnelles de documents historiques relatifs à l'art américain moderne et contemporain, notamment la collection de recherche Edward et Josephine Hopper (le musée est le plus grand dépositaire d'œuvres d'art et de documents d'archives d'Edward Hopper au monde), les archives Sanborn Hopper et la collection de recherche Arshile Gorky, entre autres,.
De 1966 à 2014, le Whitney est situé au 945 Madison Avenue, dans l'Upper East Side de Manhattan, dans un bâtiment conçu par Marcel Breuer et Hamilton P. Smith. Le musée ferme ses portes en octobre 2014 pour déménager dans son bâtiment actuel, conçu par Renzo Piano, au 99 Gansevoort Street ; il ouvre le 1er mai 2015, portant l'espace d'exposition du musée à 4 645 m².
Le musée organise la Whitney Biennial, une exposition biannuelle présentant le travail d'artistes américains émergents, considérée comme l'exposition la plus longue et la plus importante sur l'art contemporain aux États-Unis,,.
Le musée dirige également le Whitney Independent Study Program, qui a débuté en 1968, pour soutenir les artistes, les critiques et les historiens de l'art en « encourageant l'étude théorique et critique des pratiques, des institutions et des discours qui constituent le domaine de la culture »,.
En 2023, avec 768 000 visiteurs, le Whitney est le 31e musée le plus visité des États-Unis et le 89e musée d'art le plus visité au monde.

## Histoire

### Premières années

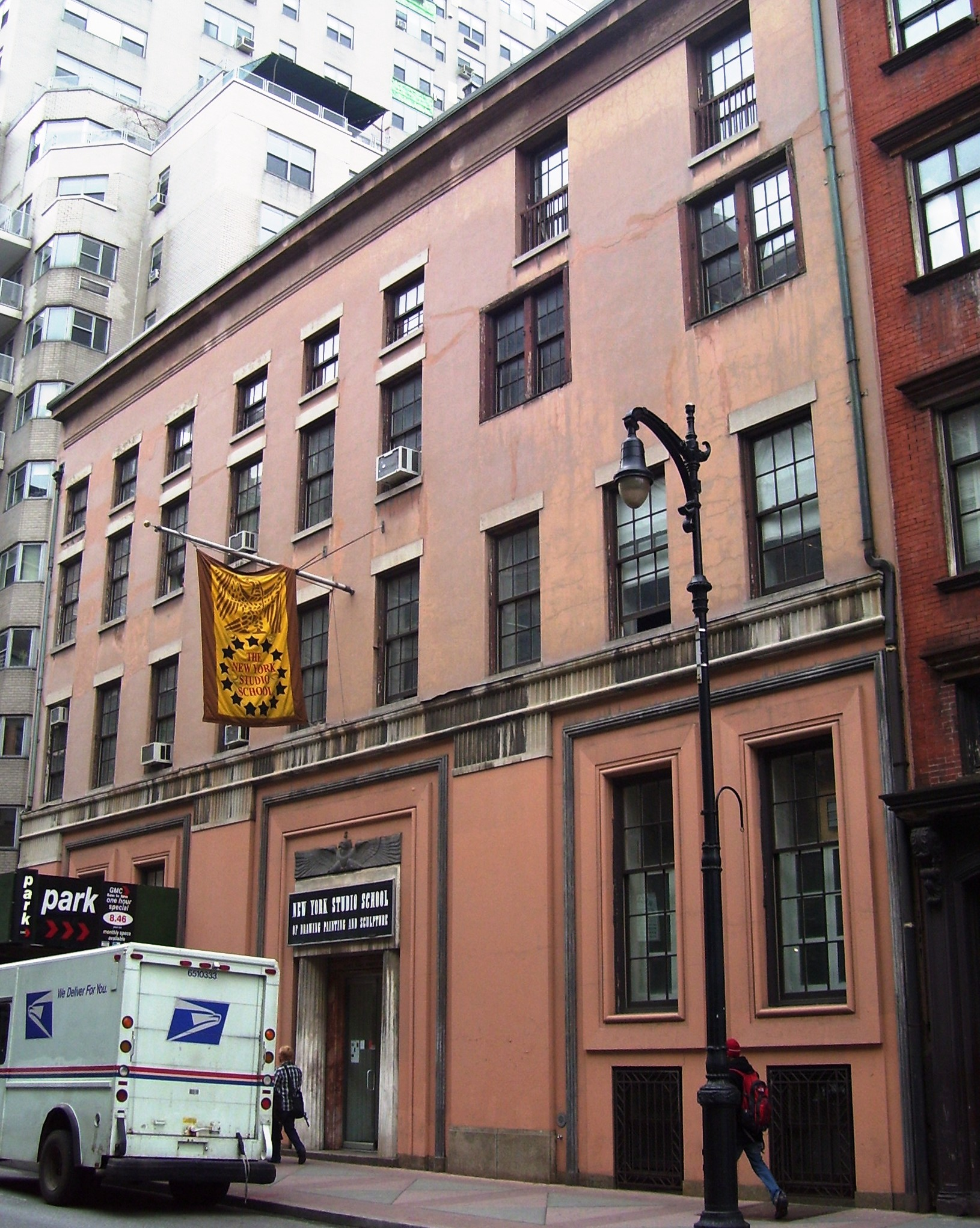
Emplacement d'origine du Whitney.

Gertrude Vanderbilt Whitney, fondatrice du musée, est une sculptrice réputée et une collectionneuse d'art importante. En tant que mécène, elle commence à acquérir des œuvres d'art en 1905 et ouvre dans un premier temps, en 1907, un atelier et un espace d’exposition au 19 MacDougal Alley, au cœur du Greenwich Village, qu’elle baptise « The Whitney Studio Club », devenant un rendez-vous d’artistes, qui y exposent régulièrement. Elle obtient un certain succès avec le Whitney Studio et le Whitney Studio Club, qu'elle exploite de 1914 à 1928 pour promouvoir les œuvres d'artistes américains d'avant-garde et méconnus. Elle favorise l'art radical des artistes américains de la Ash Can School tels que John French Sloan, George Luks et Everett Shinn, ainsi que d'autres comme Edward Hopper, Stuart Davis, Charles Demuth, Charles Sheeler et Max Weber.
Avec l'aide de son assistante, Juliana R. Force, Gertrude Whitney rassemble près de 700 œuvres d'art américaines. En 1929, elle propose d'en faire don de plus de 500 au Metropolitan Museum of Art, mais le musée décline son offre. Ceci, ainsi que la préférence apparente pour le modernisme européen du Museum of Modern Art récemment ouvert, la conduise à créer son propre musée, exclusivement consacré à l'art américain, en 1929,.
Les archives de la bibliothèque Whitney de 1928 révèlent qu'à cette époque, le Studio Club utilise l'espace de la galerie de Wilhelmina Weber Furlong de l'Art Students League of New York pour présenter des expositions itinérantes montrant des œuvres modernistes,.
Le Whitney Museum of American Art est fondé en 1930 ; à cette époque, l'architecte Noel L. Miller transforme trois maisons en rangée sur West 8th Street à Greenwich Village — dont l'une, 8 West 8th Street, a été l'emplacement du Studio Club — pour en faire le lieu du musée, ainsi qu'une résidence pour Gertrude Whitney. Le musée ouvre ses portes le 18 novembre 1931,.
Juliana Force est la première directrice du musée ; sous sa direction, celui-ci se concentre sur l'exposition des œuvres d'artistes américains nouveaux et contemporains. Juliana déclare lors de l'ouverture : « Il y a peut-être des images ici que vous n'aimez pas, mais elles sont là pour rester, alors autant vous y habituer. »
En 1954, le musée quitté son emplacement d'origine et déménage dans une petite structure sur 54e Street reliée au Musée d'art moderne, derrière celui-ci. Le 15 avril 1958, un incendie au deuxième étage du MOMA, qui tue une personne, oblige à évacuer des tableaux et du personnel des étages supérieurs du musée vers le Whitney, dont Un dimanche après-midi à l'île de la Grande Jatte, prêté par l'Art Institute of Chicago.

### Déménagement dans l'Upper East Side

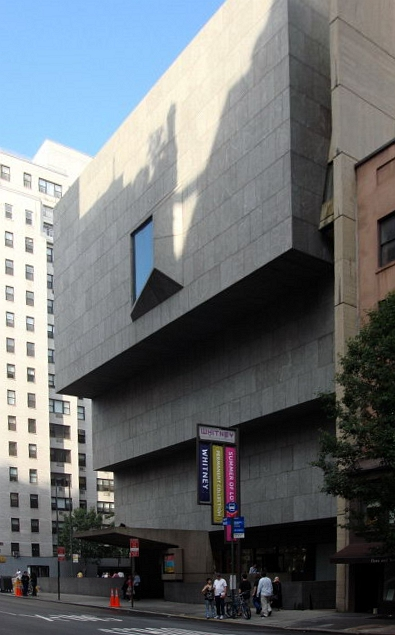
Ancien site du musée (1966-2014).

En 1961, le Whitney commence à chercher un site pour un bâtiment plus grand. En 1966, il s'installe à l'angle sud-est de Madison Avenue et de la 75e rue, dans l'Upper East Side, au 945 Madison Avenue. Le bâtiment, conçu et construit entre 1963 et 1966 par Marcel Breuer et Hamilton P. Smith dans un style résolument moderne, se distingue facilement des maisons de ville voisines par sa façade en béton couverte de parements en granit et ses fenêtres trapézoïdales. Il offre une structure en porte-à-faux et semble fermé à toute influence extérieure. L’architecte a voulu créer des volumes simples et sans ornementation, conformément au brutalisme. En 1967, Mauricio Lasansky expose Les dessins nazis, avec des œuvres de Louise Nevelson et d'Andrew Wyeth comme premières pièces du nouveau musée.
L'institution est confrontée à des problèmes d'espace pendant des décennies. En 1967, le musée ouvre un espace annexe appelé Art Resources Center (ARC). Initialement prévu pour être situé dans le South Bronx, l'ARC ouvre ses portes sur Cherry Street dans le Lower East Side. De 1973 à 1983, le Whitney exploite une succursale au 55 Water Street, un bâtiment appartenant à Harold Uris, un entrepreneur immobilier et philanthrope, qui accorde au musée un bail de 1 $ par an. En 1983, Philip Morris International installe une succursale Whitney dans le hall de son siège social de Park Avenue. En 1981, le musée ouvre un espace d'exposition à Stamford (Connecticut), hébergé par Champion International, un important producteur de papier et de produits en bois. À la fin des années 1980, le Whitney conclut des accords avec Park Tower Realty, IBM et Equitable Life Assurance Society of the United States, créant des musées satellites avec des expositions tournantes dans les halls de leurs bâtiments. Chaque musée a son propre directeur et tous les projets sont approuvés par un comité Whitney.

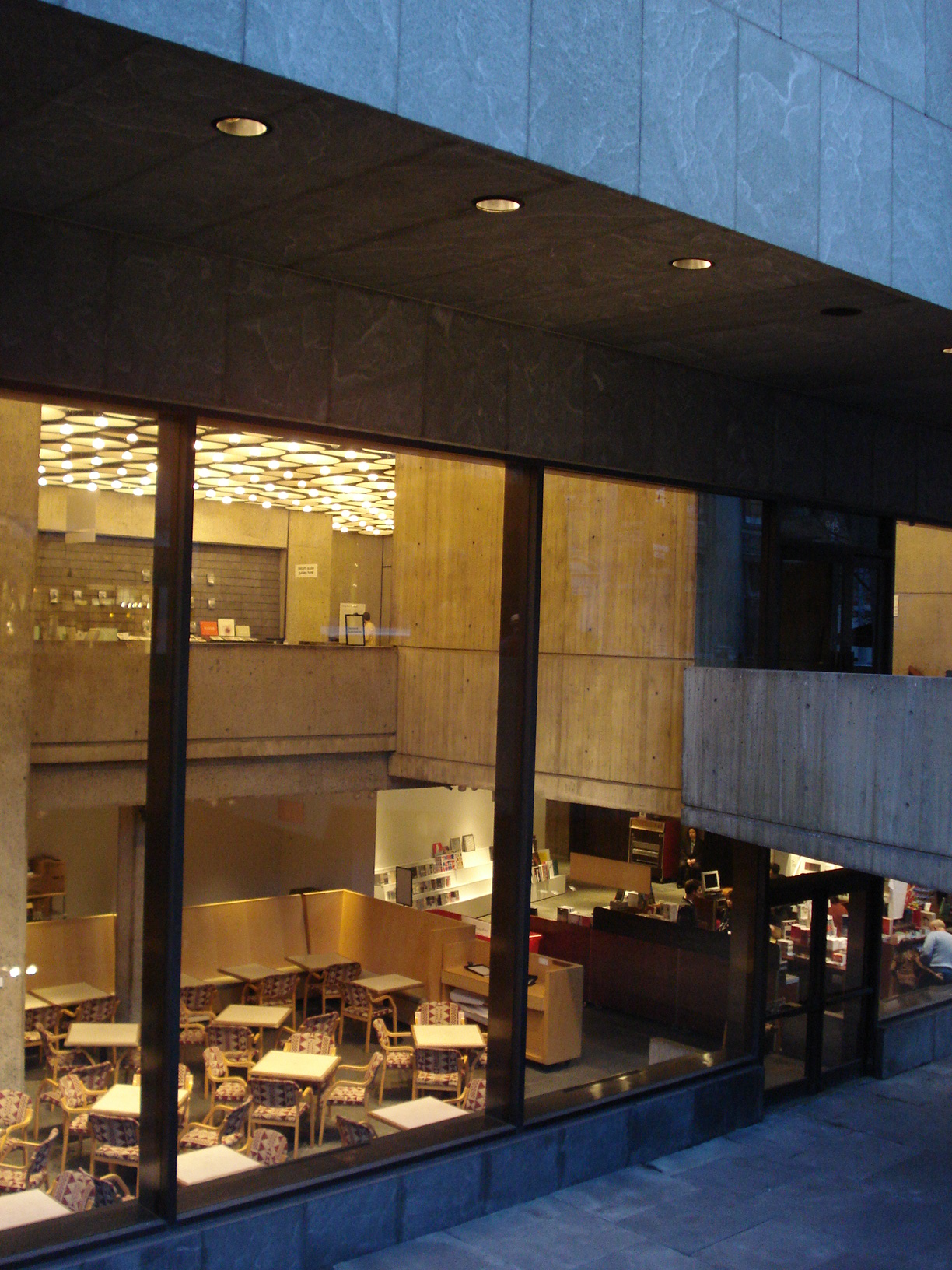
Intérieur.

L'institution tente d'agrandir son bâtiment emblématique en 1978, en chargeant les architectes britanniques Derek Walker et Norman Foster de concevoir une haute tour à côté de lui, la première de plusieurs propositions d'architectes de premier plan, mais à chaque fois, le projet est abandonné, en raison du coût, de la conception, ou des deux. Afin d'obtenir un espace supplémentaire pour les collections du musée, le directeur de l'époque, Thomas N. Armstrong III, élabore des plans pour un ajout de 10 étages au bâtiment principal, pour un coût de 37,5 millions de dollars. L'ajout proposé, conçu par Michael Graves et annoncé en 1985, suscite une opposition immédiate. Michael Graves propose de démolir les pierres brunes jusqu'au coin de la 74e Rue Est pour un ajout complémentaire. Le projet perd progressivement le soutien des administrateurs du musée ; le projet est abandonné en 1989. En 1988, une succursale satellite est ouverte au 33 Maiden Lane (Manhattan).
Entre 1995 et 1998, Richard Gluckman conçoit la rénovation et l'agrandissement du bâtiment. En 2001, Rem Koolhaas est chargé de soumettre deux projets pour une extension de 200 millions de dollars. Ces projets sont abandonnés en 2003, ce qui entraîne la démission du directeur Maxwell L. Anderson. Le restaurateur new-yorkais Danny Meyer ouvre Untitled, un restaurant dans le musée, en mars 2011. L'espace est conçu par David Rockwell.

### Whitney Museumactuel

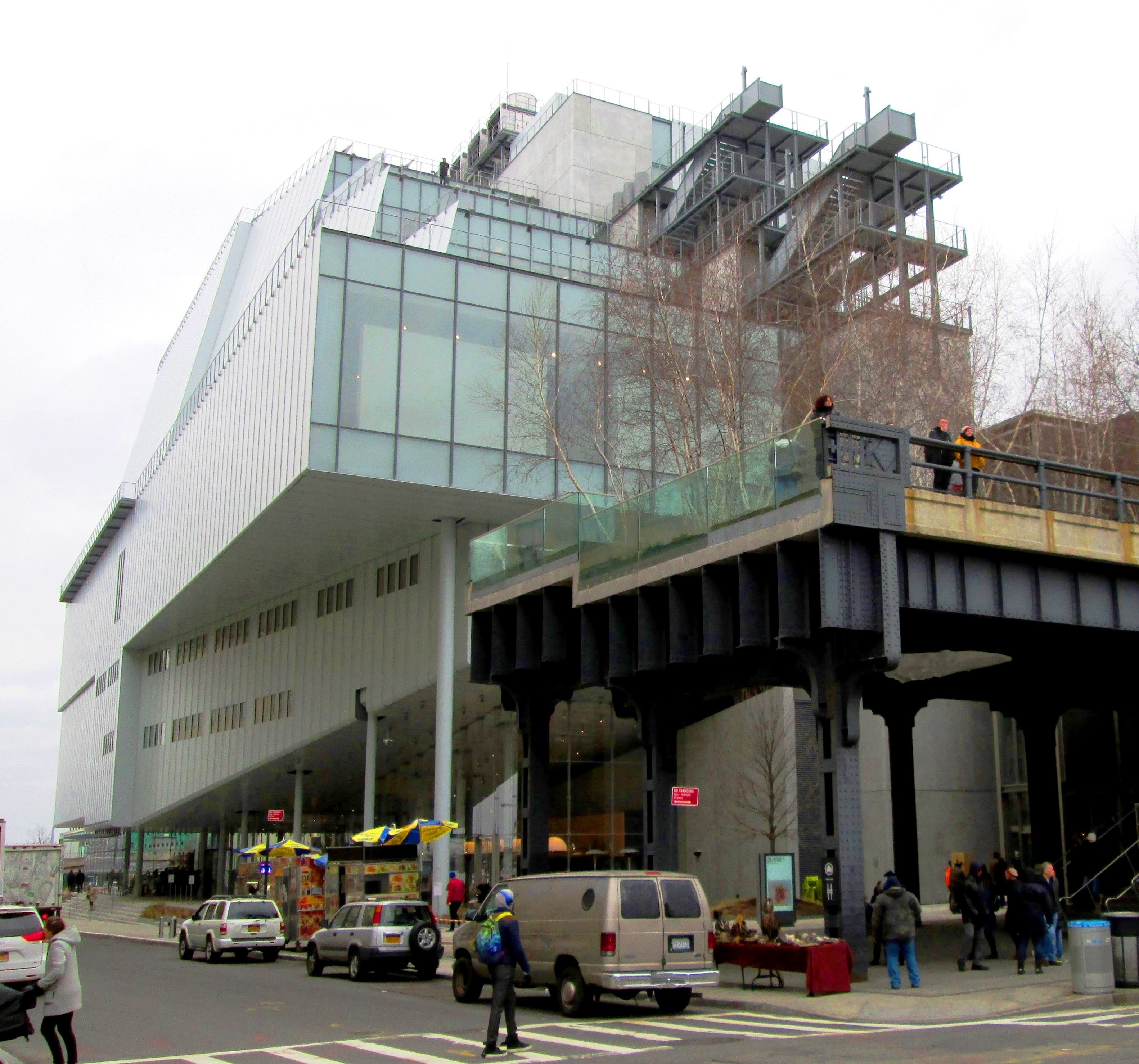
Entrée au Whitney via la High Line.

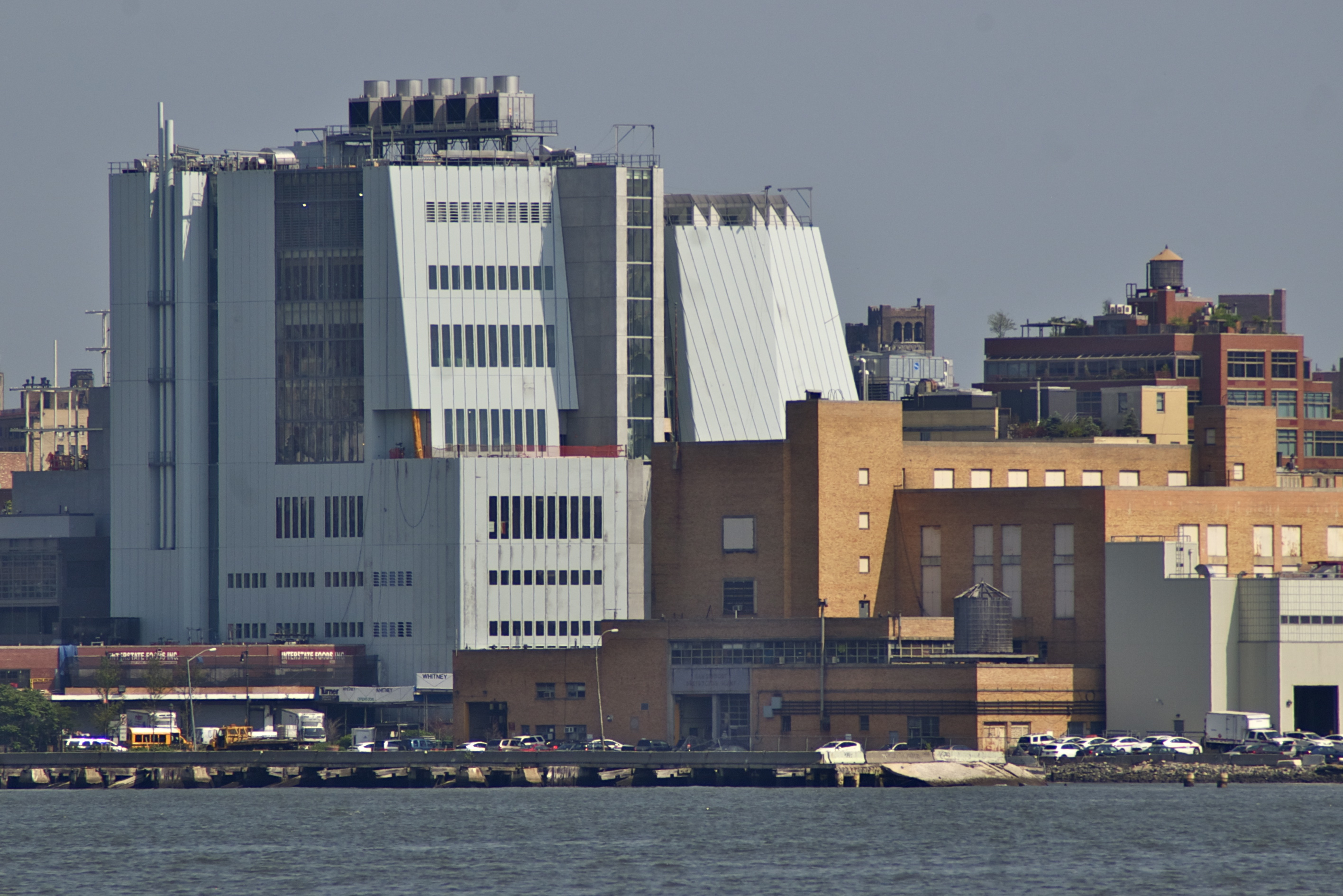
Vue depuis l'Hudson.

Renzo Piano conçoit un nouveau bâtiment principal pour le Whitney, dans le West Village et le Meatpacking District dans le Lower Manhattan. Le nouveau musée, situé à l'intersection de Gansevoort Street et Washington Street (Manhattan), est construit sur un site qui appartenait auparavant à la ville et marque l'entrée sud de High Line. La construction commence en 2010 ; le projet coûte 422 millions de dollars. Après une cérémonie d'inauguration le 30 avril 2015, à laquelle assistent Michelle Obama et Bill de Blasio, le nouveau bâtiment ouvre ses portes le 1er mai 2015. Robert Silman Associates est l'ingénieur en structure ; Jaros, Baum & Bolles fournit les services MEP ; Arup Group est l'ingénieur en éclairage/lumière naturelle ; Turner Construction LLC est directeur de construction.
La nouvelle structure s'étend sur 18 580 m² et huit étages, qui comprennent les plus grands espaces de galerie d'art sans colonnes de la ville, un centre éducatif, un théâtre, un laboratoire de conservation, une bibliothèque et des salles de lecture. Deux étages sont entièrement consacrés à la collection permanente du musée. Les seules œuvres d'art permanentes commandées pour le site, ses quatre ascenseurs principaux, sont conçues par Richard Artschwager. La collection du nouveau bâtiment comprend plus de 600 œuvres de plus de 400 artistes. Les plateformes d'observation des étages cinq à huit sont reliées par un escalier extérieur. Le nouveau bâtiment est beaucoup plus vaste et ouvert que les anciens.
Le musée a besoin de réunir 760 millions de dollars pour le bâtiment et sa dotation. En mai 2011, le Metropolitan Museum of Art annonce qu'il a conclu un accord pour occuper le bâtiment de Madison Avenue pendant au moins huit ans à compter de 2015, allégeant ainsi le fardeau du Whitney qui doit financer deux grands espaces de musée. L'occupation de l'ancien espace est ensuite reportée à 2016.

### Manifestations de 2018-2019

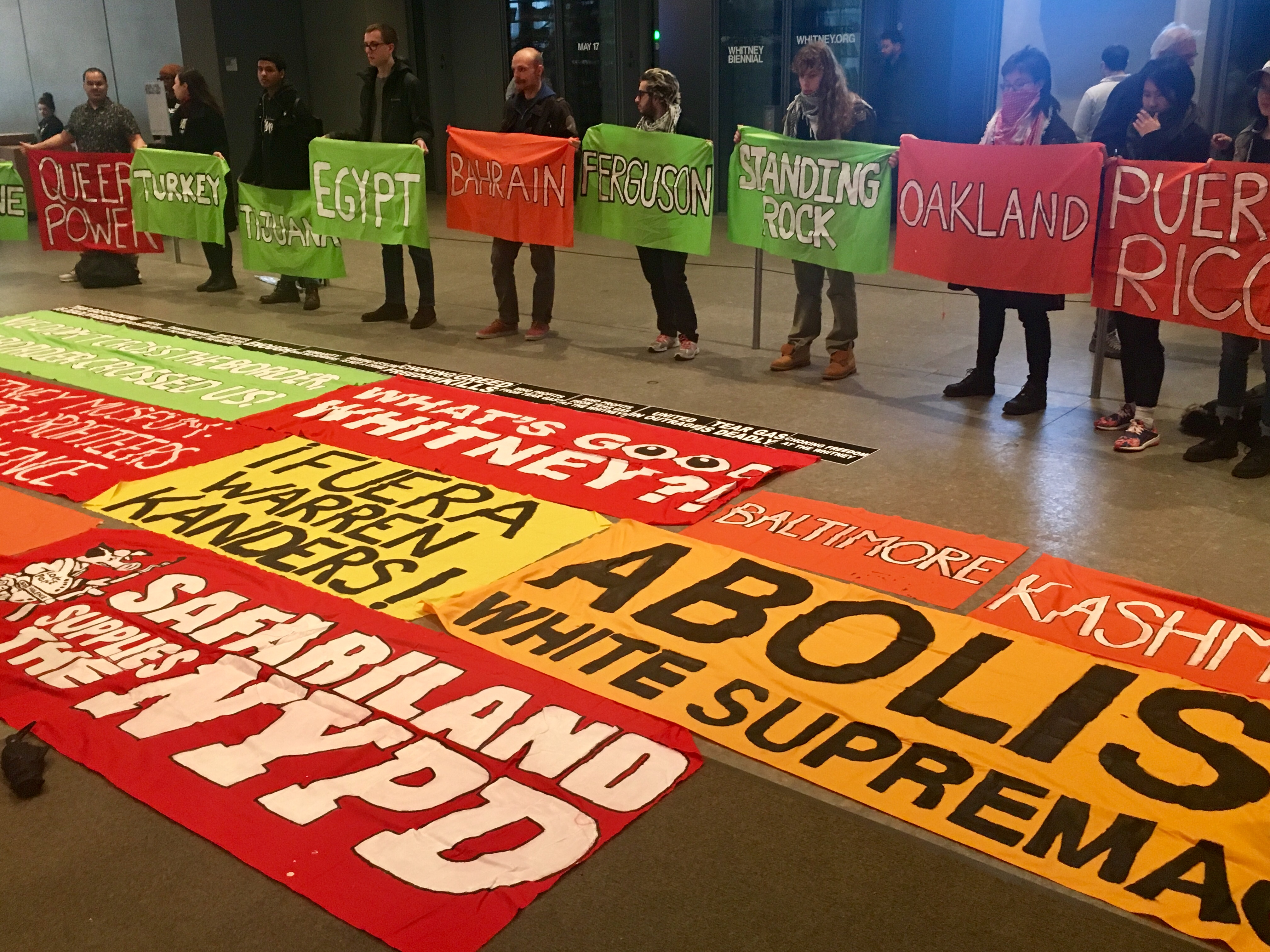
Manifestation le 5 avril 2019 de Decolonize This Place au Whitney Museum, New York, NY.

Le conseil d'administration du Whitney est critiqué à partir de novembre 2018 par des groupes tels que Decolonize This Place, la Chinatown Art Brigade et WAGE, du fait que le vice-président Warren Kanders soit propriétaire de la société Safariland, qui a fabriqué des gaz lacrymogènes utilisés contre les caravanes de migrants à la fin 2018. 120 universitaires et critiques publient une lettre ouverte au Whitney Museum demandant le retrait de Kanders du conseil d'administration du musée ; parmi les signataires supplémentaires après la publication initiale de la lettre figurent près de 50 artistes qui ont été sélectionnés pour la Whitney Biennial 2019. Neuf semaines de protestations menées par Decolonize This Place mettent en lumière l'utilisation d'armes provenant de Safariland contre des manifestants et d'autres personnes en Palestine et ailleurs.
Le 17 juillet 2019, les appels à la démission de Kanders sont renouvelés à la suite de la publication par Artforum d'un essai, The Tear Gas Biennial, de Hannah Black, Ciarán Finlayson et Tobi Haslett. Le 19 juillet, quatre artistes, Korakrit Arunanondchai, Meriem Bennani, Nicole Eisenman et Nicholas Galanin, publient une lettre, également dans Artforum, demandant que leurs œuvres soient retirées de l'exposition. Le premier artiste à se retirer est Michael Rakowitz, qui retire son œuvre avant l'ouverture de la Biennale ; un jour plus tard, une deuxième vague d'artistes, Eddie Arroyo, Christine Sun Kim, Agustina Woodgate et Forensic Architecture, se retirent également.
Le 25 juillet 2019, Warren B. Kanders annonce sa démission du conseil d'administration du Whitney Museum. Il ne souhaite pas jouer un rôle dans la disparition du musée et exhorte ses collègues administrateurs à prendre leurs responsabilités et à assumer la direction du Whitney.

## Collections

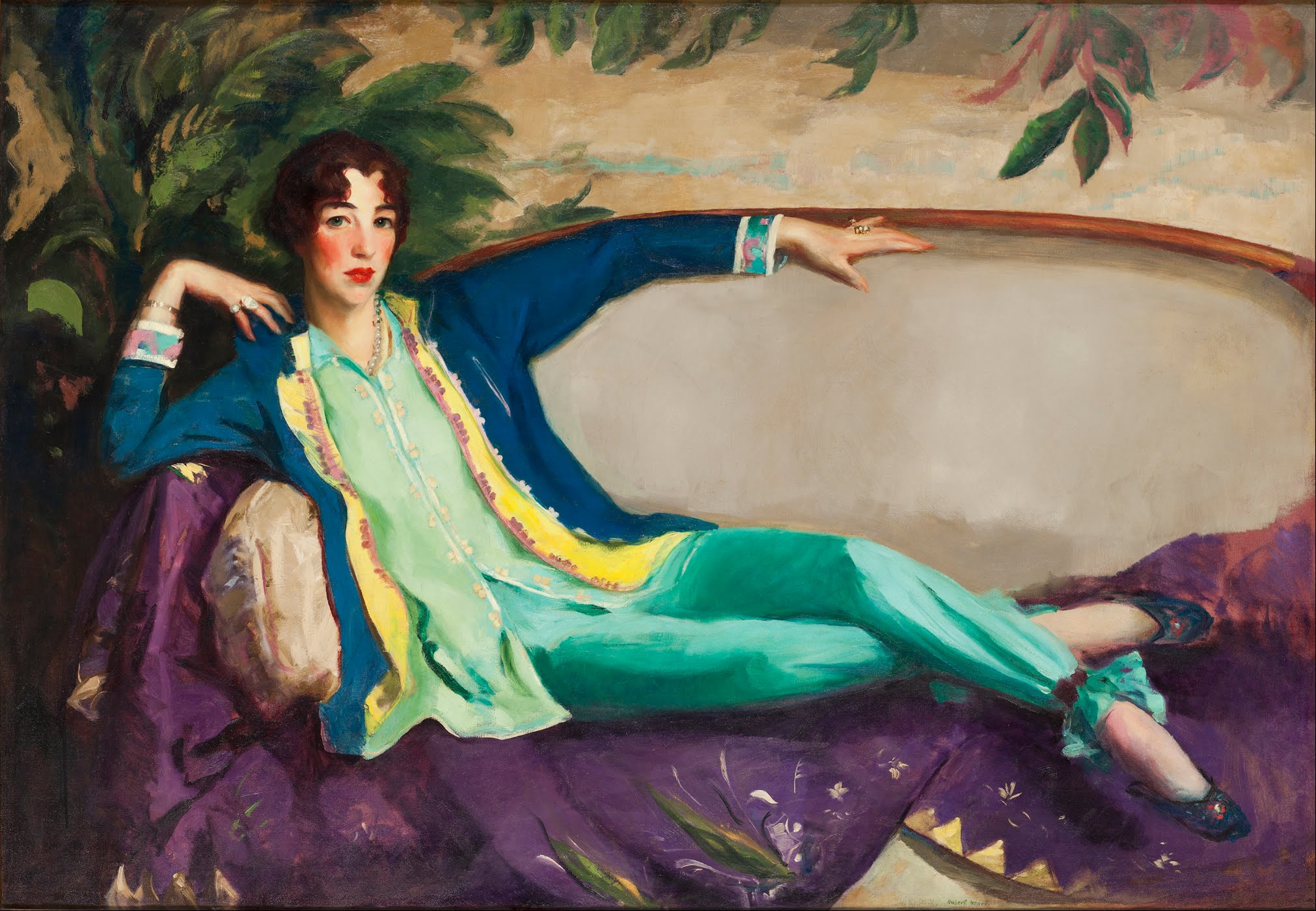
Robert Henri, Gertrude Vanderbilt Whitney, 1916.

Le musée conserve des peintures, des dessins, des gravures, des sculptures, des installations, des vidéos et des photographies.
Les 600 œuvres originales de la collection permanente sont passées à environ 1 300 avec l'ouverture du deuxième bâtiment en 1954, puis à environ 2 000 après son déménagement dans le bâtiment Breuer sur Madison Avenue en 1966. Elle a commencé à conserver des photographies en 1991. Aujourd'hui, s'étendant de la fin du XIXe siècle à nos jours, la collection contient plus de 25 000 œuvres d'art de plus de 3 500 artistes.
Parmi les artistes représentés figurent :
- Josef Albers.
- George Bellows : Dempsey et Firpo (1923-1924)
- Louise Bourgeois.
- Oscar Florianus Bluemner.
- Alexander Calder : une salle entière est dédiée aux mobiles de Calder.
- Stuart Davis.
- Jim Dine : Double Isometric Self-Portrait (Serape) (1964).
- William Eggleston.
- Derek Fordjour[47]..
- Helen Frankenthaler.
- Arshile Gorky.
- Keith Haring.
- Thomas Hart Benton.
- Robert Henri.
- Charles Hinman.
- Hans Hofmann.
- Edward Hopper : Soir bleu (1914), Tôt un dimanche matin (1930), Sept Heures du matin (1948), Second Story Sunlight (1960), Une femme au soleil (1961).
- Jasper Johns : White Target (1957), Three Flags (1958), Studio (1964).
- Corita Kent.
- Edward Kienholz : The Wait (1964-1965).
- Franz Kline.
- Willem de Kooning.
- Lee Krasner.
- Karin van Leyden.
- Knox Martin.
- Robert Motherwell.
- Elizabeth Murray : collection de 46 œuvres[48] de 1978 à 1982.
- Louise Nevelson.
- Barnett Newman.
- Kenneth Noland.
- Claes Oldenburg : Braselette (1961), Giant BLT (Bacon, Lettuce, and Tomato Sandwich) (1963), Soft Toilet (1966), Ice Bag–Scale C (1971).
- Bill Parker.
- Jackson Pollock.
- Maurice Prendergast.
- Robert Rauschenberg : Yoicks (1953).
- Man Ray.
- Milton Resnick : Untitled (1982).
- Mark Rothko.
- Edward Ruscha : Large Trademark with Eight Spotlights (1962).
- Peter Saul : Saigon (1967).
- Cindy Sherman.
- Andy Warhol : Green Coca-Cola Bottles (1962).

Tous les deux ans, le musée accueille la Whitney Biennial, une exposition d'art internationale qui présente de nombreux artistes moins connus, nouveaux sur la scène artistique américaine. Il a exposé des œuvres de nombreux artistes notables et a présenté des œuvres non conventionnelles, comme une exposition de 1976 de culturistes vivants, mettant en vedette Arnold Schwarzenegger.
En plus de sa collection traditionnelle, le Whitney dispose d'un site Web, Artport, qui présente du Net.art, qui change régulièrement. Le Whitney ne vend aucune œuvre d'un artiste vivant car cela pourrait nuire à la carrière de cet artiste, mais il peut échanger l'œuvre d'un artiste vivant contre une autre œuvre du même artiste.

## Bibliothèque Frances Mulhall Achilles

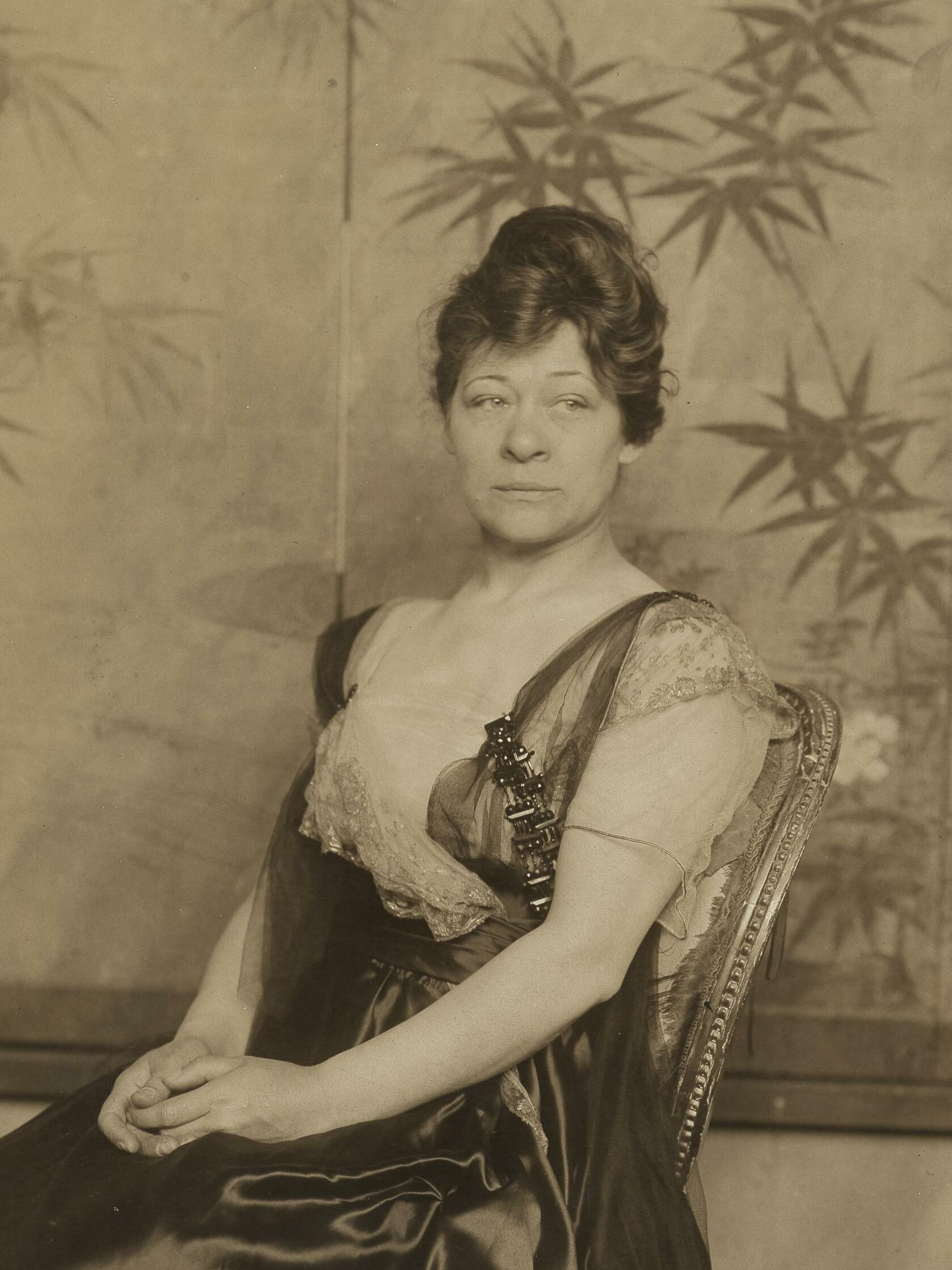
Juliana Force vers 1920.

La bibliothèque Frances Mulhall Achilles est une bibliothèque de recherche constituée à l'origine sur les collections de livres et de documents de la fondatrice Gertrude Vanderbilt Whitney et de la première directrice du Whitney Museum, Juliana Force. La bibliothèque est située dans le quartier de West Chelsea à New York.
Elle contient des collections spéciales et les archives du Whitney Museum. Les archives contiennent les archives institutionnelles, les collections de recherche et les collections de manuscrits. Les collections spéciales comprennent des livres d'artistes, des portfolios, des photographies, des titres de la série Whitney Fellows Artist and Writers (1982-2001), des affiches et des éphémères précieux liés à la collection permanente. Les archives institutionnelles comprennent des dossiers d'exposition, des photographies, des notes de recherche en conservation, des correspondances d'artistes, des enregistrements audio et vidéo et des documents d'administrateurs de 1912 à nos jours, dont notamment la collection de recherche Arshile Gorky (1920-1990) et la collection de recherche Edward Hopper (1894–2000).
Les livres et les documents de la bibliothèque sont accessibles dans la base de données du musée.

## Independent Study Program
Le Whitney Independent Study Program (ISP) est fondé en 1968 par Ron Clark. Le Whitney ISP a contribué à lancer la carrière d'artistes, de critiques et de conservateurs, notamment Jenny Holzer, Andrea Fraser, Julian Schnabel, Kathryn Bigelow, Roberta Smith et Félix González-Torres, ainsi que de nombreux autres créateurs renommés. Le programme comprend à la fois des cours d'histoire de l'art et des cours en studio. Chaque année, l'ISP sélectionne 14 à 16 étudiants pour le programme Studio (artistes), 3 à 4 pour le programme Curatorial (conservateurs) et 6 à 7 pour le programme Critical Studies (universitaires et chercheurs). Ce programme de neuf mois sollicite des artistes invités et embauchés, des historiens de l’art et des critiques, et implique la lecture de théories. Ron Clark a pris sa retraite en 2023 et Gregg Bordowitz a été choisi pour le remplacer.

## Gouvernance

### Financement
En mars 2011, la dotation du Whitney s'élevait à 207 millions de dollars ; le musée espérait lever 625 millions de dollars grâce à sa campagne de financement d'ici 2015. En juin 2016, la dotation avait atteint 308 millions de dollars.
Historiquement, les résultats d'exploitation ont été essentiellement à l’équilibre. Le musée limite l'utilisation de son fonds de dotation pour les dépenses de fonctionnement annuelles à 5 % de la valeur du fonds. Le Whitney a toujours dépendu de collectionneurs privés et de donateurs pour l'acquisition de nouvelles œuvres d'art. En 2008, Leonard A. Lauder a fait don au musée de 131 millions de dollars, le plus gros don de l'histoire du Whitney,. Les dons pour de nouveaux achats ont chuté à 1,3 million de dollars en 2010, contre 2,7 millions de dollars en 2006.

### Directeurs
Le directeur du musée est Scott Rothkopf depuis 2023. Parmi les anciens directeurs figurent Adam D. Weinberg (2003–2023), Maxwell L. Anderson (1998–2003), David A. Ross (1991–1997), Thomas Armstrong III (1974–1990) et Juliana Force (1931–1948).

### Conseil d'administration
Pendant des années, Gertrude Vanderbilt Whitney a administré le musée toute seule, tout comme sa fille, Flora Whitney Miller, après elle, et jusqu'en 1961, son conseil d'administration était en grande partie familial. Flora Payne Whitney a été administratrice du musée, puis vice-présidente. De 1942 à 1974, elle fut présidente et présidente du musée, après quoi elle en fut présidente honoraire jusqu'à sa mort en 1986. Sa fille Flora Miller Biddle a été présidente jusqu'en 1995. Son livre The Whitney Women and the Museum They Made a été publié en 1999.
En 1961, la nécessité d'un soutien extérieur a finalement obligé le conseil d'administration à faire venir des administrateurs extérieurs, notamment les banquiers Roy R. Neuberger et Arthur Altschul. David Solinger est devenu le premier président extérieur du Whitney en 1966.

## Galerie

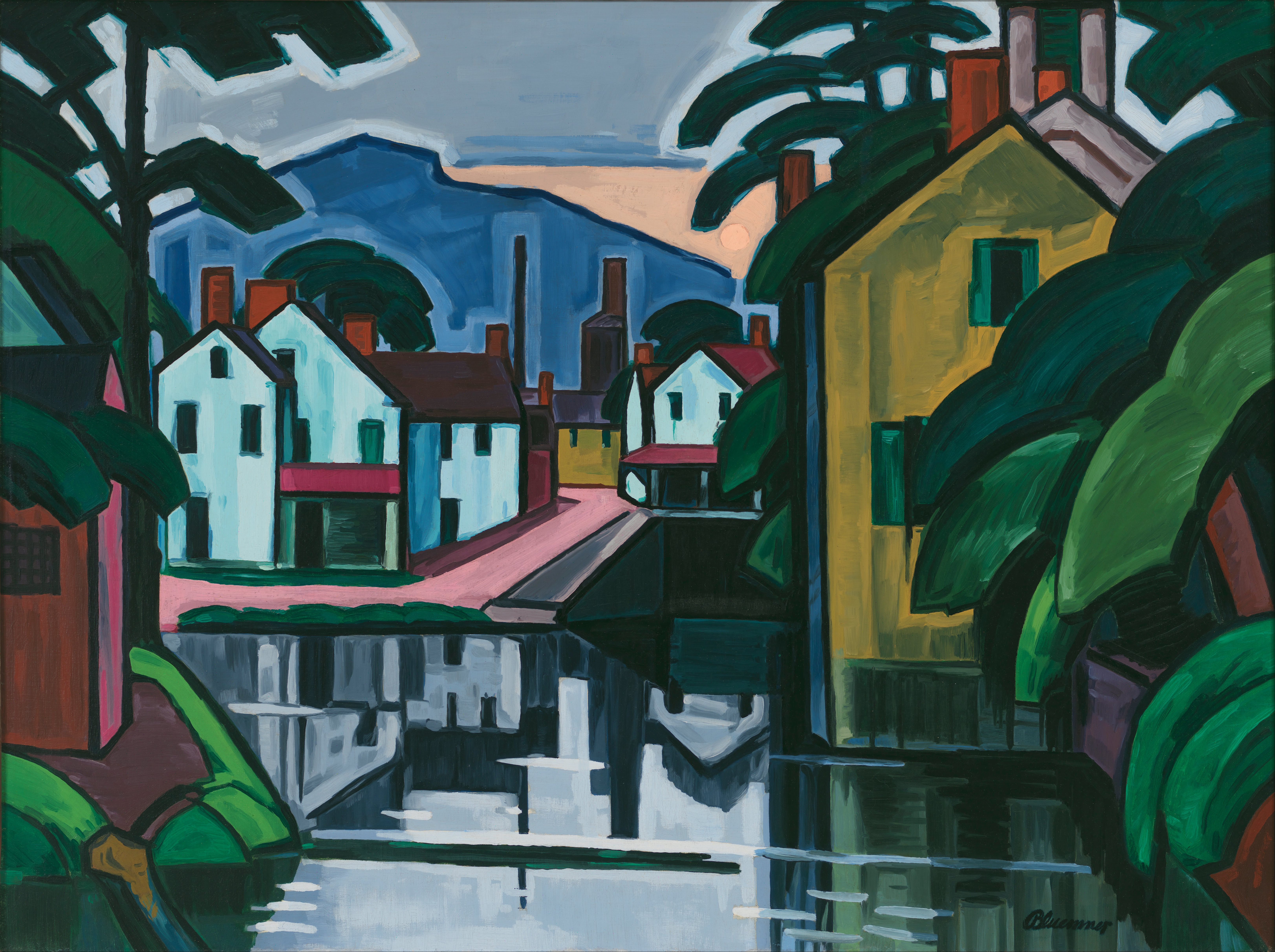
Oscar Florianus Bluemner, Old Canal Port, (1914)
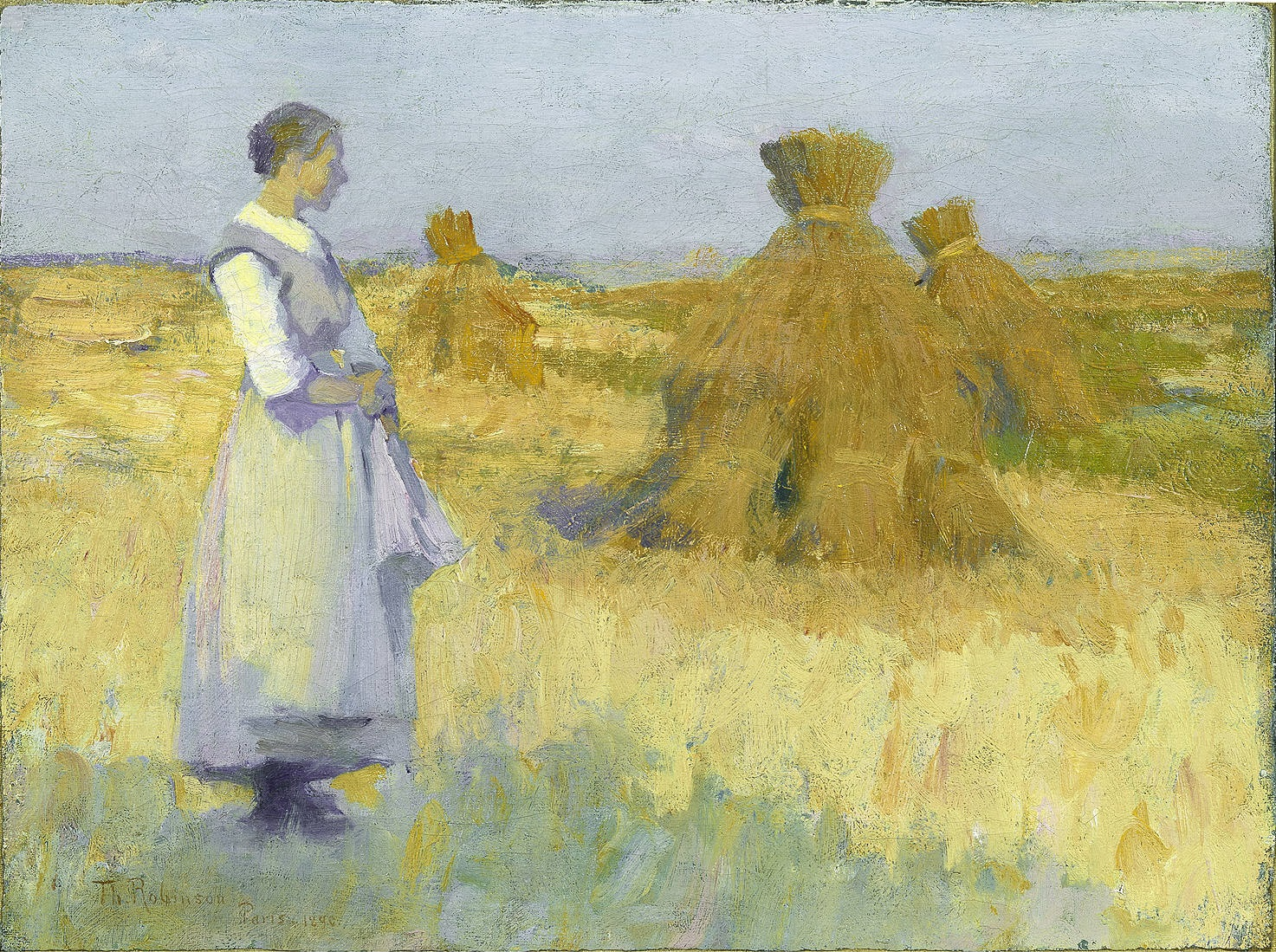
Theodore Robinson, Etude, (1890)
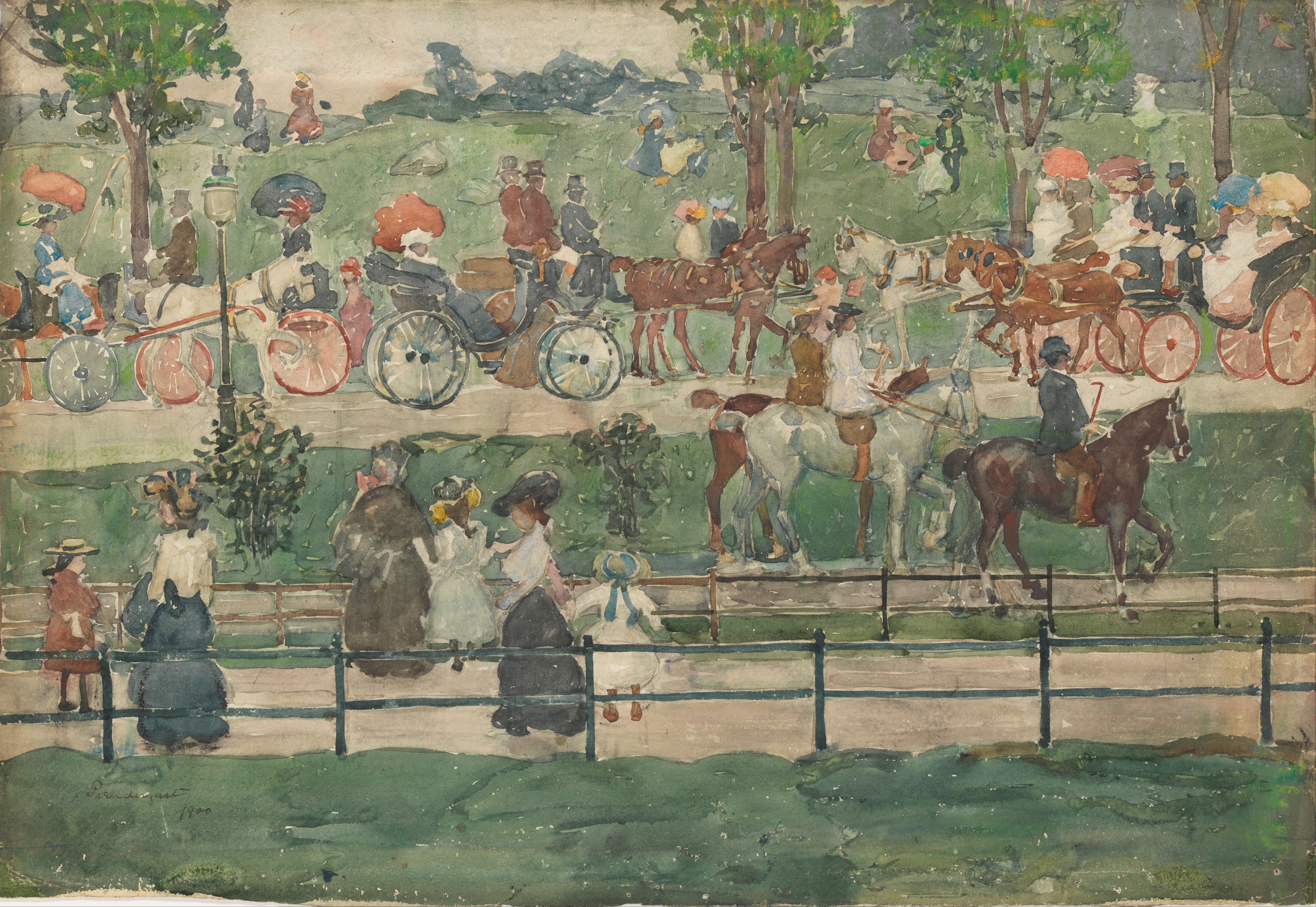
Maurice Prendergast, Central Park, 1900, (1900)
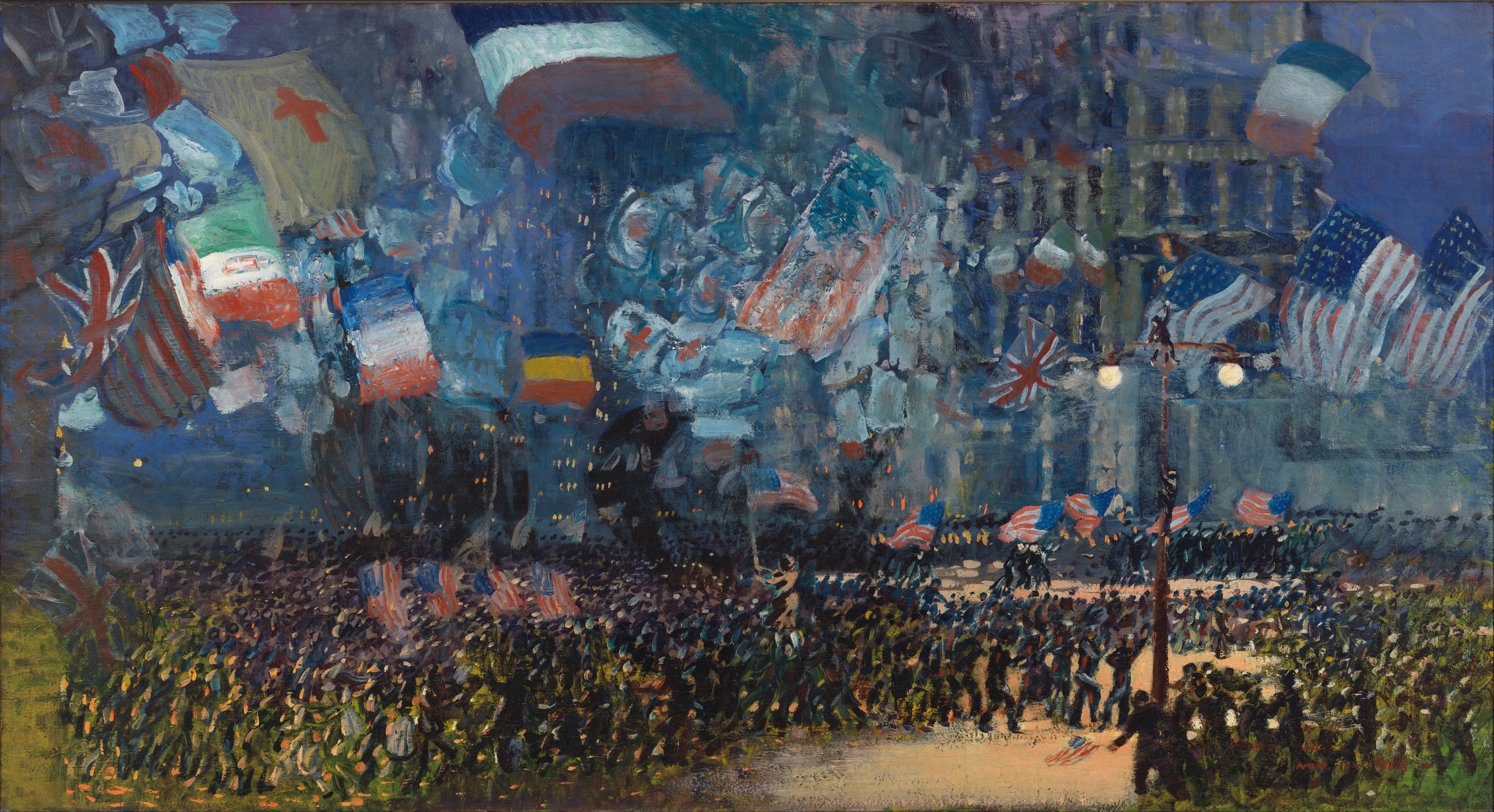
George Luks, Armistice Night, (1918)
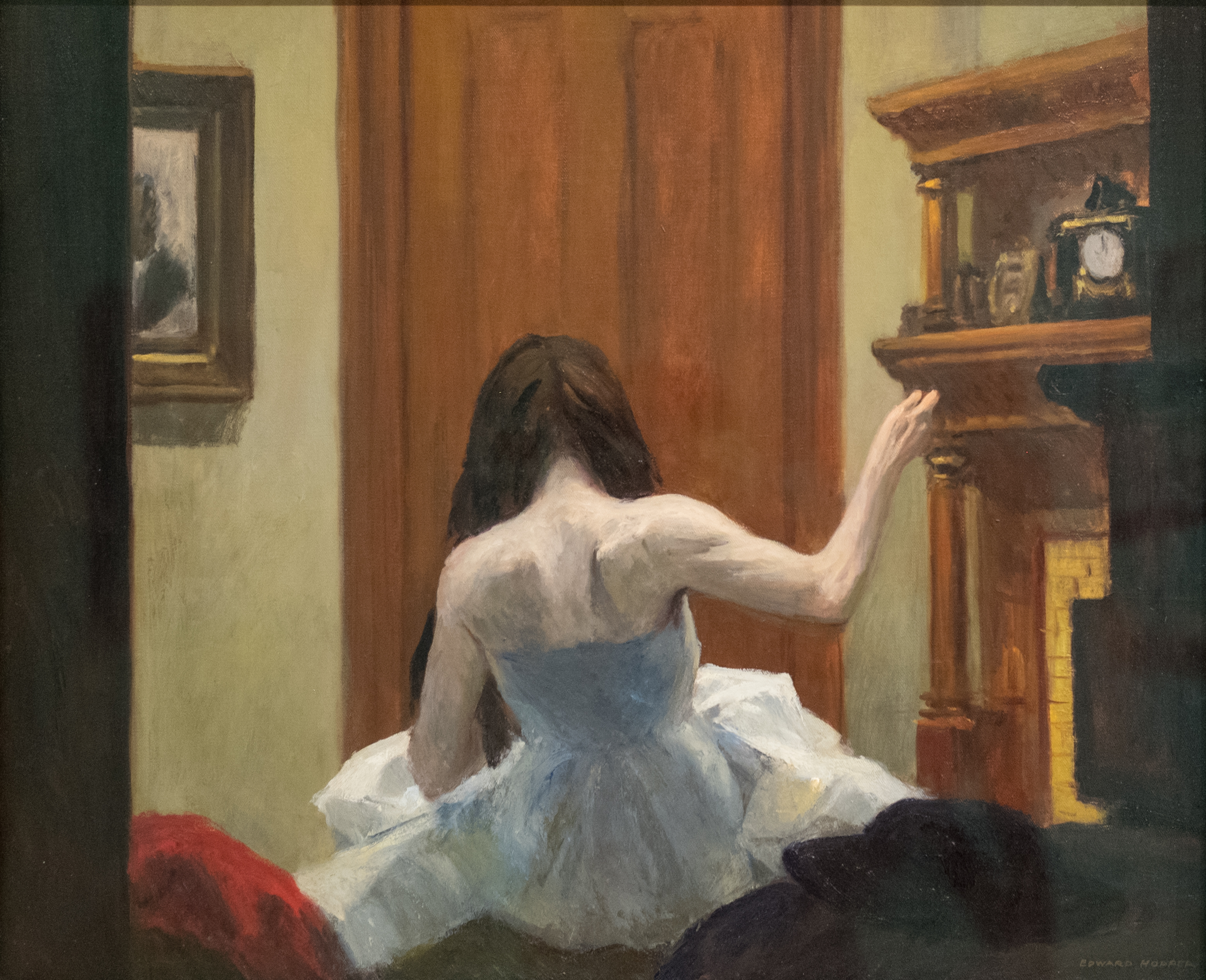
Edward Hopper, Intérieur à New York, v. 1921
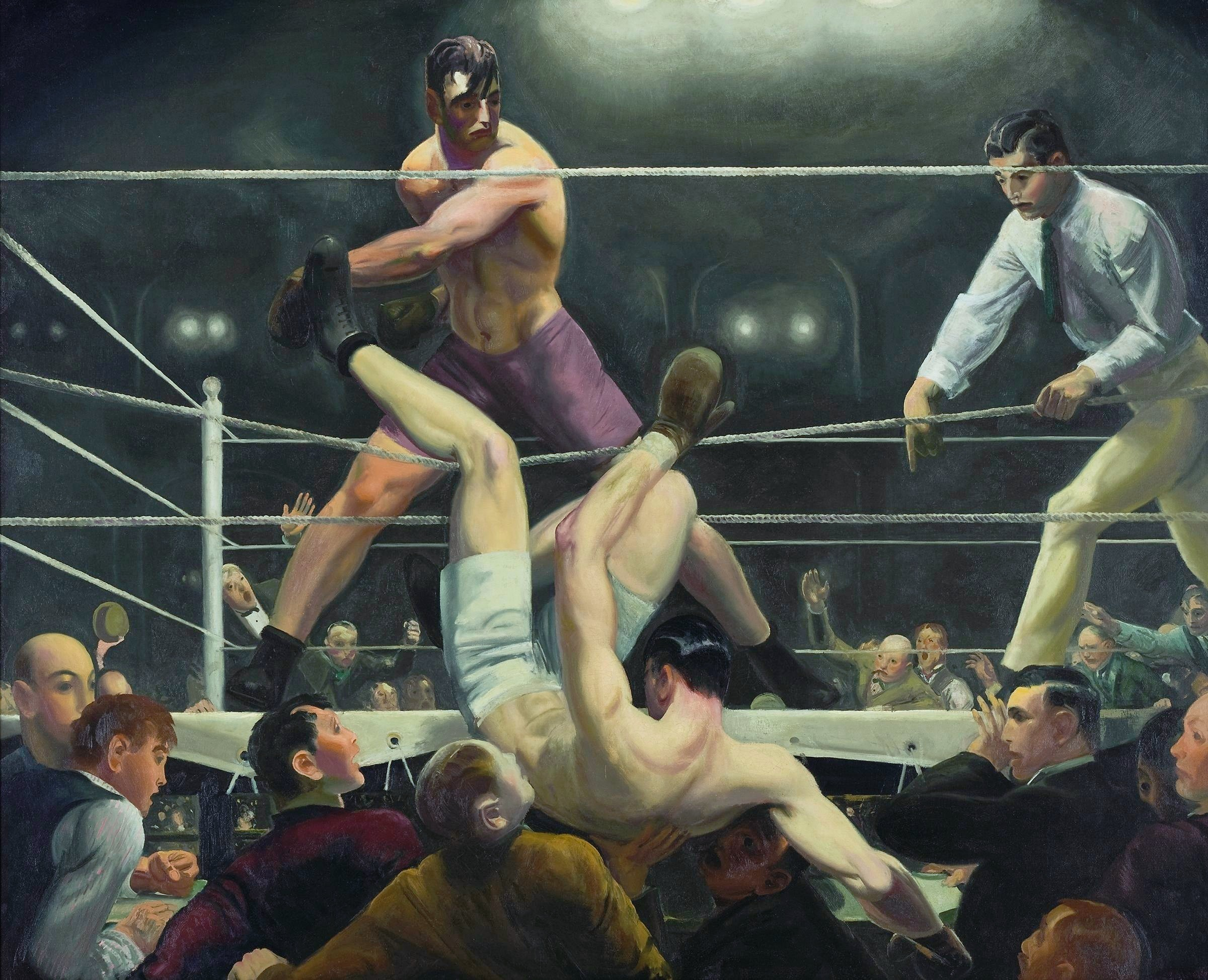
George Bellows, Dempsey et Firpo, (1924)
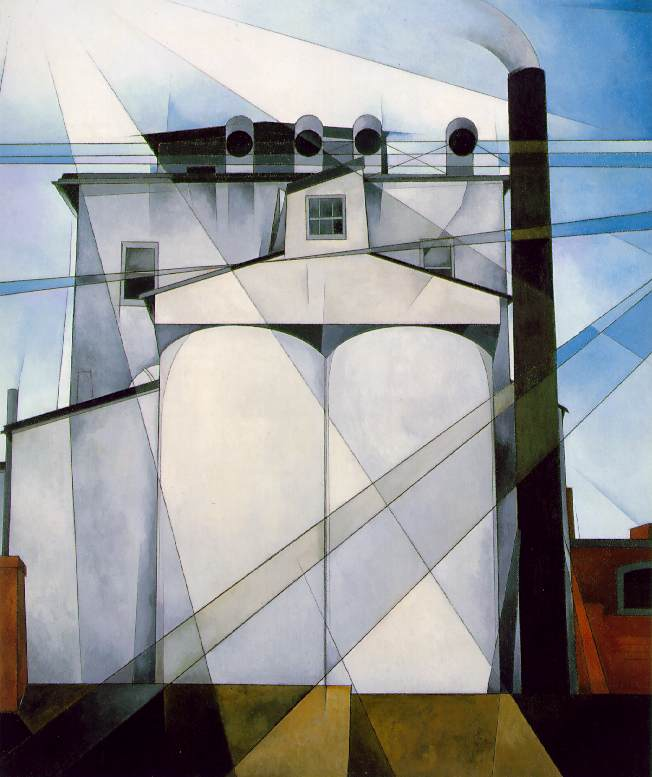
Charles Demuth, Mon Égypte, 1927
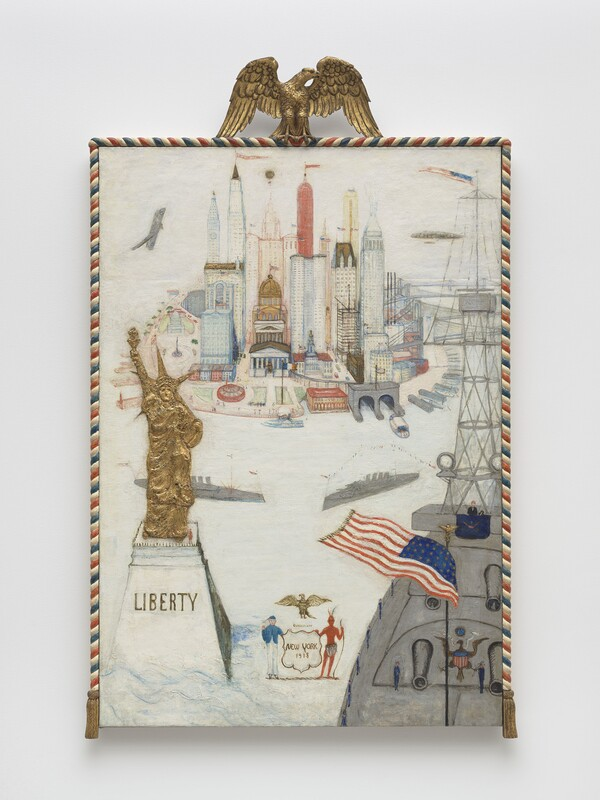
Florine Stettheimer, New York/Liberty, 1918–1919
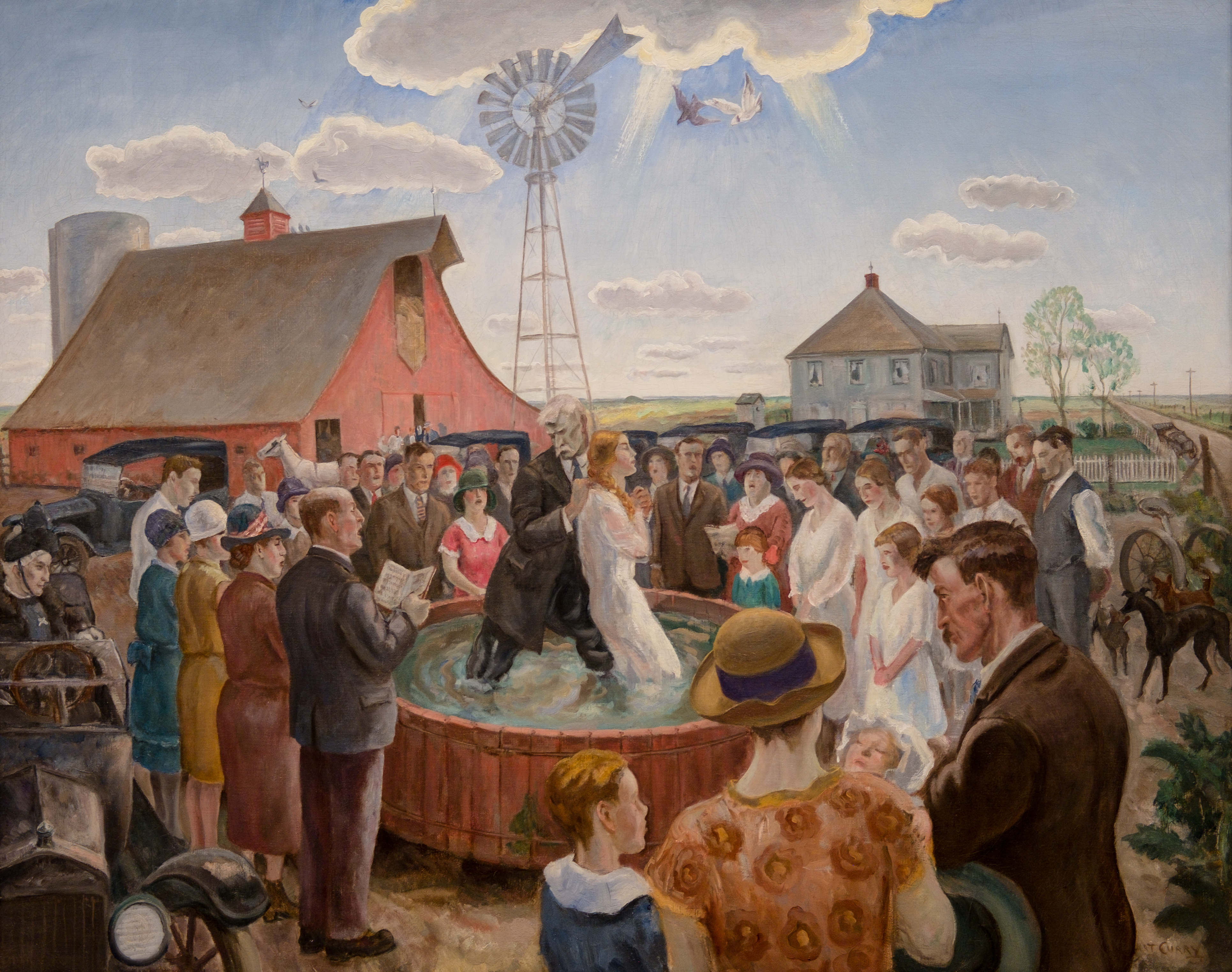
John Steuart Curry, Baptême au Kansas, 1928
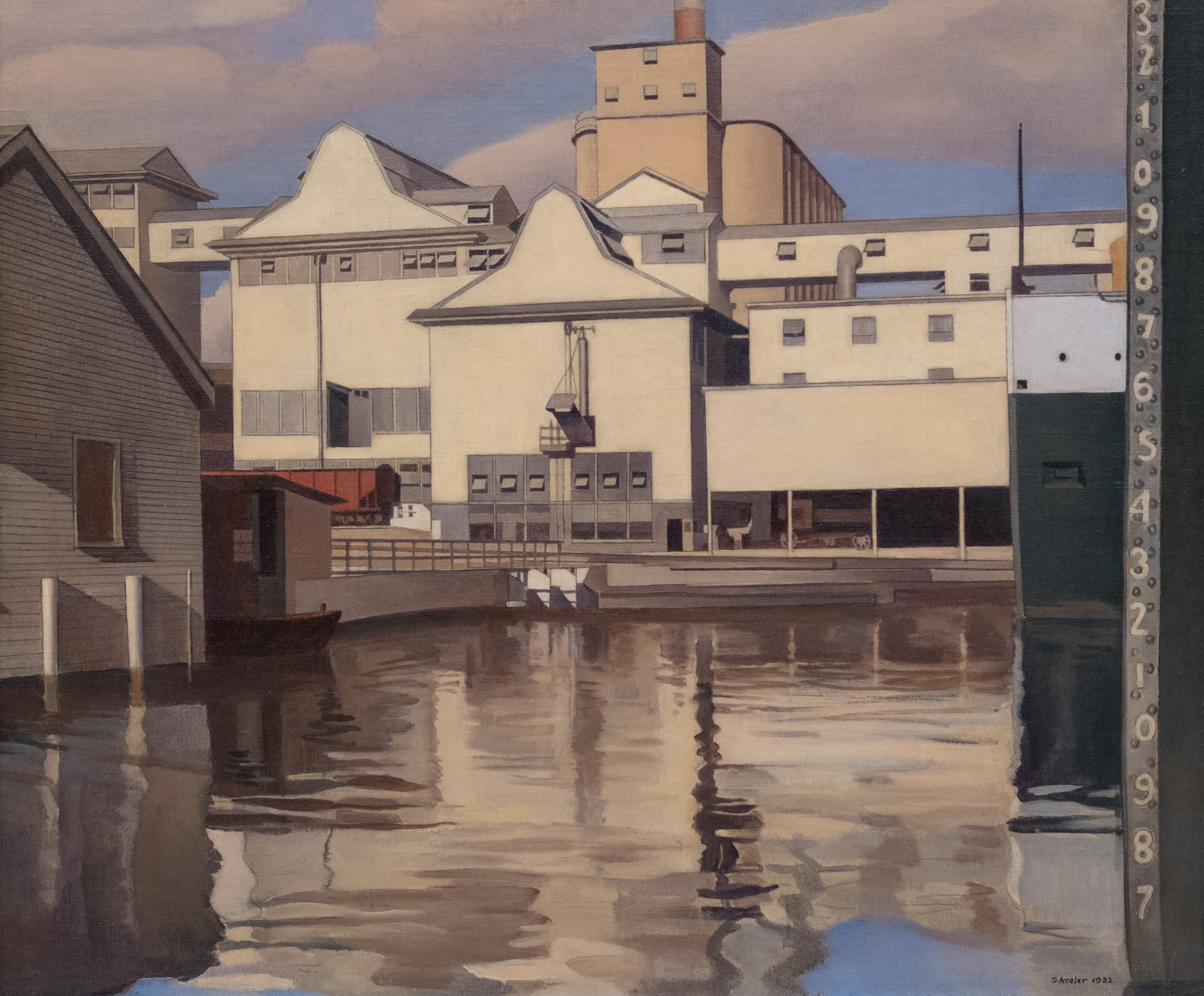
Charles Sheeler, Usine de Rouge Plant, 1932
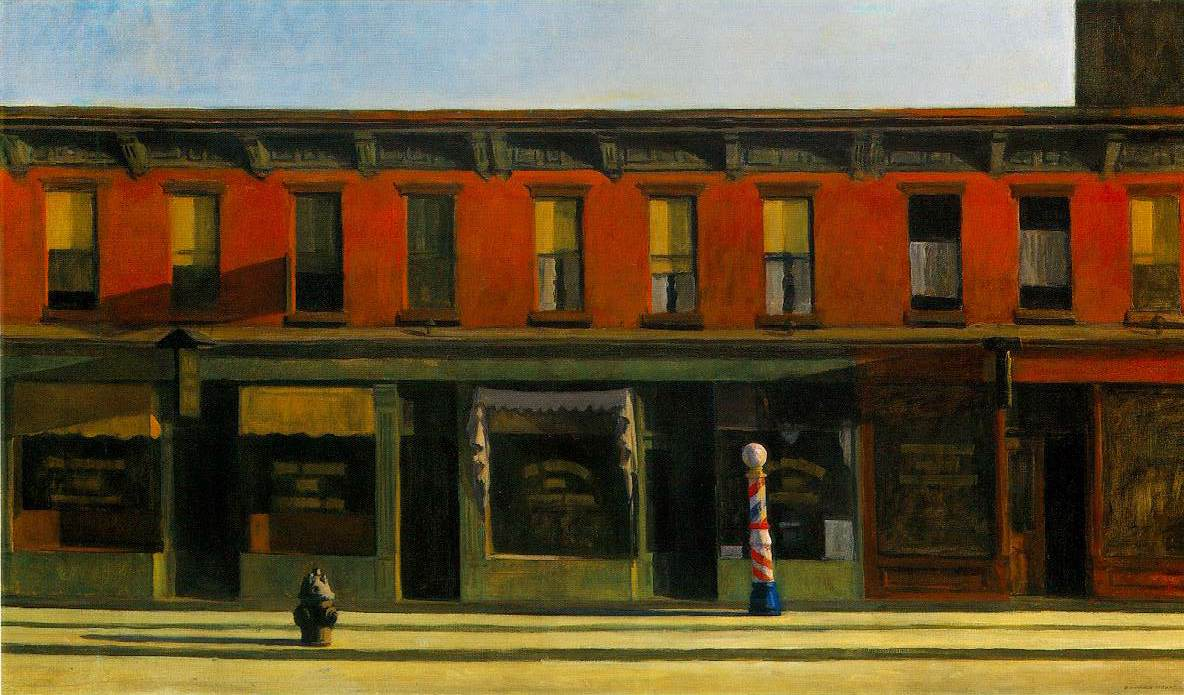
Edward Hopper, Tôt un dimanche matin, 1930
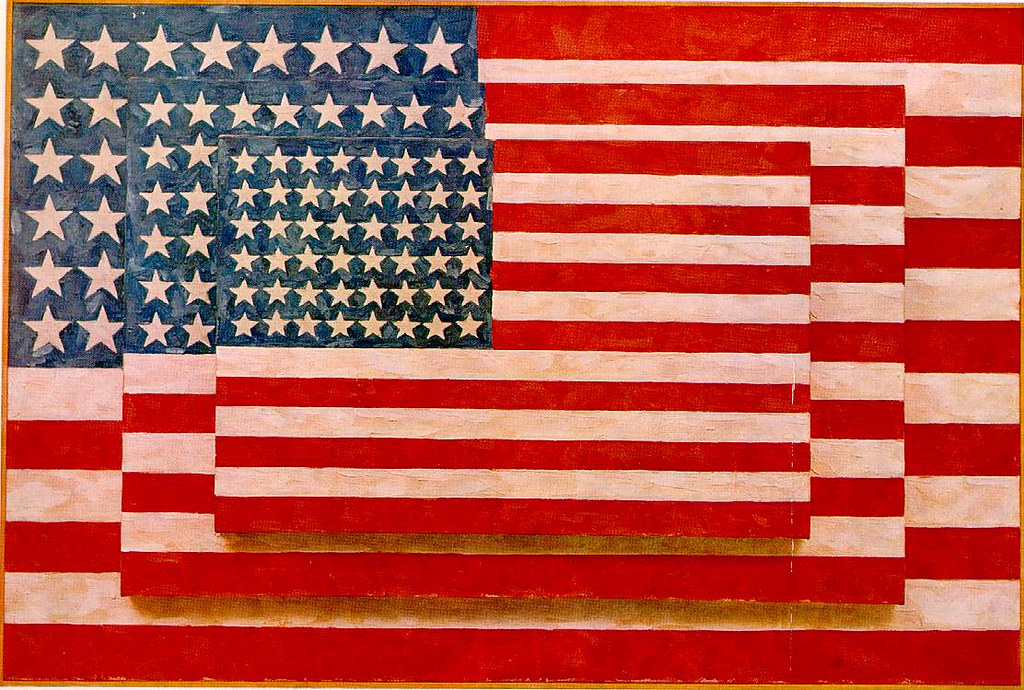
Jasper Johns, Three Flags, 1958
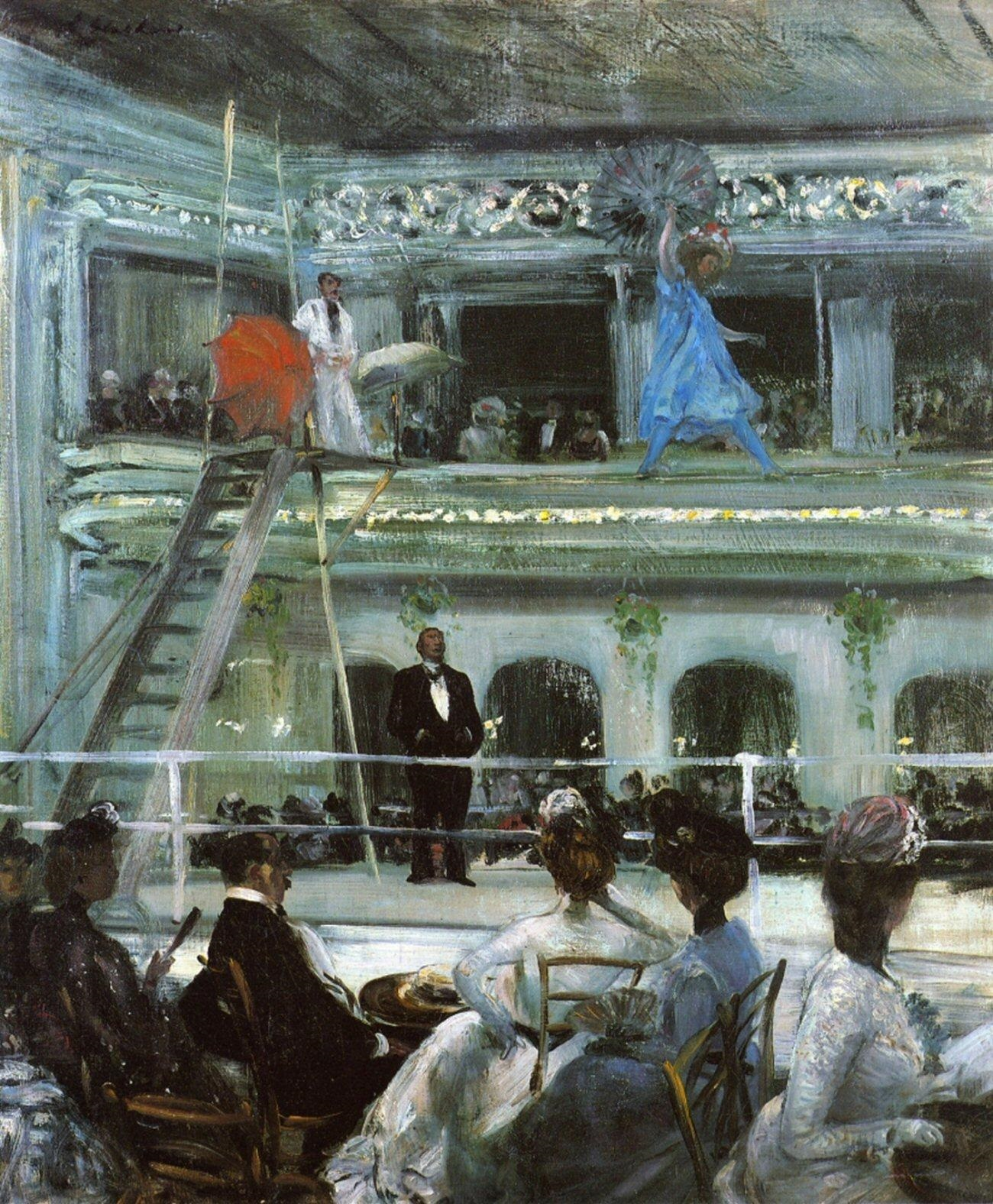
William Glackens, Hammerstein's Roof Garden, c. 1901